# Crăciunești
Crăciunești là một xã thuộc hạt Mureș, România. Dân số thời điểm năm 2002 là 4351 người.